# Каморников Денис Миколайович
Дени́с Микола́йович Камо́рников (нар. 22 грудня 1969 — 13 лютого 2015) — старший лейтенант Збройних сил України.

## Життєвий шлях
Закінчив криворізьку ЗОШ № 19, 1992-го — Криворізький національний університет.
В часі війни — командир 3-го танкового взводу 1-ї роти 1-го танкового батальйону, 40-й окремий мотопіхотний батальйон «Кривбас» 17-ї танкової бригади.
Загинув 13 лютого 2015-го у бою під Дебальцевим — під час оборони взводного опорного пункту. В часі бою Денис та 2 побратими згоріли в танку. Екіпаж тримався до останнього, цим допомігши виконати оперативне завдання воякам. В тому ж бою загинув солдат Сергій Іволга.
У березні 2015-го упізнаний серед загиблих.
Похований у місті Кривий Ріг.
Серед родини у Дениса лишилася племінниця Катерина.

## Нагороди та вшанування
- Указом Президента України № 270/2015 від 15 травня 2015 року — орденом «За мужність» III ступеня (посмертно)[1]
- відзнакою міста Кривий Ріг «За Заслуги перед містом» 3 ступеня (посмертно)
- у вересні 2016-го на фасаді ЗОШ № 19 встановили меморіальні дошки випускникам Денису Каморникову Денису Миколайовичу та Володимиру Полохалу.